# Auguste Marie Henri Picot de Dampierre
Auguste Marie Henri Picot de Dampierre, detto le «marquis de Dampierre» o spesso semplicemente Dampierre (Parigi, 19 agosto 1756 – Valenciennes, 9 maggio 1793), è stato un generale francese, attivo durante la rivoluzione francese e le guerre rivoluzionarie francesi. Servì in parecchie delle prime battaglie di queste ultime e fu ucciso in azione nel 1793. Il nome di Dampierre è tra quelli iscritti nell'Arco di Trionfo.

## Biografia

### I primi anni
Dampierre nacque a Parigi in una famiglia di tradizioni militari e si arruolò presto come un ufficiale inferiore nelle Gardes Françaises, il 17 maggio 1772. Fu promosso alfiere il 19 gennaio 1777 e sottotenente il 15 giugno 1780. Durante il 1780 viaggiò in Inghilterra e poi a Berlino, dove studiò le tattiche militari prussiane. Divenne un ammiratore di Federico II di Prussia, imitandolo addirittura fino ai minimi dettagli, tanto da presentarsi presso la corte francese con un cappotto a coda lunga, guadagnandosi la derisione di Luigi XVI.
Successivamente si dimise dalle Guardie perché in disaccordo con il maresciallo de Biron e fu trasferito al Reggimento di Chartres, il 6 ottobre 1784. Ottenne quindi il grado di maggiore del 2º Cacciatori di Normandia il 1º maggio 1788.
Possessore di una fortuna considerevole, si ritirò poco dopo nelle sue terre a Dampierre fino allo scoppio della rivoluzione.
Simpatizzante delle nuove idee rivoluzionarie,  riprese la sua carriera militare, ottenendo il grado di tenente colonnello del 5º Dragoni, il 25 luglio 1791. Divenne poi aiutante di campo di Jean-Baptiste Donatien de Vimeur de Rochambeau e nell'aprile del 1792 fu fatto colonnello del 5º Dragoni sotto Armand Louis de Gontaut, duca di Biron. Nella battaglia di Quiévrain del 30 aprile 1792, fu calpestato da un cavallo mentre tentava di riunire le sue truppe sbandate. In seguito, grazie all'aiuto del generale Dumouriez, fu promosso maresciallo di campo dell'Armata delle Ardenne.

### Guerre rivoluzionarie francesi
Nella battaglia di Valmy, Dampierre comandò una brigata della divisione del marchese di Beurnonville, ma fu nella successiva battaglia di Jemappes, dove comandò l'ala destra, che divenne celebre. Marciando alla testa del solo reggimento delle Fiandre e di un battaglione di volontari di Parigi, attaccò sei battaglioni nemici che minacciavano Beurnonville, aiutando poi la fortunata avanzata di quest'ultimo. Dampierre costrinse infatti il nemico ad abbandonare le due ridotte che occupava per poi rivolgere l'artiglieria contro gli austriaci stessi, concedendo quindi a Beurnonville la libertà sufficiente per passare all'offensiva. Le sue truppe lo omaggiarono con una coroncina per il suo coraggio.
Pochi mesi dopo, mentre Dumouriez entrava nella Repubblica delle Sette Province Unite con l'elite dell'esercito francese, Dampierre, incaricato di tener testa a 30.000 austriaci con appena 15.000 uomini, commise l'errore di non concentrare adeguatamente il suo debole contingente, non indicando a questo un adeguato punto di riferimento e posizionando il suo quartier generale in un avamposto troppo lontano dal fronte, ad Aquisgrana, dove apprese troppo tardi che la sua linea era stata forzata. Quindi si affrettò a ripiegare su Liegi. Poco dopo il Principe di Coburgo riuscì a togliere l'assedio di Maastricht e le forze rivoluzionarie si ritirarono a Leuven, dove si riunirono a Dumouriez.
Promosso generale di divisione l'8 marzo 1793, comandò l'ala destra sotto il generale Valence durante l'invasione dell'Olanda e la campagna delle Fiandre. Nella successiva battaglia di Neerwinden del 18 marzo, Dampierre, questa volta al comando del fianco destro, si fece ancora notare. Riuscì infatti a mantenere compatte le sue truppe e a conservare la sua posizione, assecondando con successo l'iniziale avanzata dell'ala destra del generale Valence. La successiva ritirata dell'ala sinistra rischiò però di lasciarlo pericolosamente scoperto, costringendolo ad abbandonare il campo di battaglia. Certamente Dampierre rendeva servizi preziosi, ma pesavano sulle sue azioni uno zelo e un ardore indiscriminati e la poca precisione nell'eseguire gli ordini del comandante in capo.
Poco dopo la defezione di Dumouriez, il 4 aprile 1793 Dampierre fu nominato comandante dell'Armée du Nord e dell'Armée des Ardennes. Trovandosi con forze poco superiori ai 30.000 uomini contro forze nemiche soverchianti, ritirò le sue truppe verso la fortificazione del camp de Famars di cui riuscì a impadronirsi per riorganizzarsi. Sotto le pressioni di Parigi e nel tentativo di alleviare l'assedio di Condé, attaccò gli alleati il 19 aprile ma venne respinto dopo un duro scontro a St. Amand, nel quale subì perdite considerevoli. Il 6 maggio, si avventurò in un attacco generale volto a rompere l'assedio di Valenciennes. Due ali del suo esercito avanzarono, l'una su un lato di Valenciennes, l'altra su Quiévrain, spazzando via tutto ciò che si opponeva loro; ma il centro non riuscì a sostenere il fuoco delle batterie austriache e, dopo una dura lotta, Dampierre fu costretto a ritirarsi per evitare di essere circondato. Il giorno seguente attaccò la riserva austriaca tagliata fuori nel borgo attorno l'Abazia di Vicoigne, nei pressi di Valenciennes, ottenendo un certo successo. Nella battaglia di Raismes dell'8 maggio riportò nuovamente i suoi uomini all'attacco, ma mentre era alla testa delle sue colonne fu di nuovo respinto e verso la fine dell'azione colpito alla coscia dalla scheggia di una cannonata. La ritirata si svolse in buon ordine ma Dampierre morì il giorno dopo per la ferite riportate, nella fortezza di Valenciennes. Fu sepolto a Aulnoy-lez-Valenciennes in presenza di suo figlio, mentre il suo cuore è conservato nella chiesa del piccolo comune di Dampierre. Il suo nome è inscritto sul lato nord dell'Arc de Triomphe.

## Riconoscimenti
Alcuni mesi dopo la sua morte, ricevette gli onori del Pantheon, ma il deputato Georges Couthon dichiarò dalla tribuna della Convenzione che non mancavano a Dampierre che un paio di giorni per tradire il proprio paese. Prima inumato nei pressi dello scenario della battaglia, il corpo di Dampierre fu trasferito a Valenciennes nel 1836 sotto una colonna chiamata "piramide Dampierre", che venne rimossa nel 1955 per questioni di viabilità stradale. L'osservazione fatta in quella occasione riportò che il corpo era intatto nella sua uniforme, confermando che il corpo del generale non era mai stato sepolto nel Pantheon. Posta nel 2001 sotto un edificio al centro della piazza che porta il suo nome, la bara di piombo fu quindi inserita in una nuova bara di quercia sulla quale fu fissato il crocifisso originale.
Il suo nome è iscritto sulla 3ª colonna dell'Arc de triomphe de l'Étoile. Dal 1868 la rue Dampierre nel XIX arrondissement di Parigi porta il suo nome.